# 垣曲猴头
垣曲猴头，是中华人民共和国山西省运城市垣曲县的一个土特产猴头菇。

## 特点
垣曲县位于中条山的中部，境内有云蒙山、舜王坪、马须崖、皇姑墁等地盛产猴头，当地民众也称这些山为猴头山（此外在夏县、阳城县、沁水县、翼城县等地出产猴头）。当地猴头实体中等大、较大或大型，直径5至10厘米，最高可达30厘米，呈扁半球形或头状。多生于当地山脉中橡树、栎树等阔叶林立木或腐木上，少生于倒木上。当地还有麝香獐、野猪、豹、鯢等野生动物；此外还有猕猴桃、木耳、蘑菇、林芝等植物菌类。